# Tế bào mầm tóc
Tế bào mầm tóc là các tế bào đầu tiên của tóc có mặt và sống trong nang tóc trong suốt cuộc đời mỗi người. Chúng sẽ được kích hoạt khi quá trình mọc tóc mới xảy ra.
Các tế bào mầm tóc được ví như những "hạt giống", là nguồn gốc hình thành và phát triển nên một sợi tóc. Trong trường hợp tế bào mầm tóc bị suy yếu hoặc không hoạt động, quá trình mọc tóc sẽ không diễn ra theo đúng chu trình khiến tóc mọc chậm, yếu, mảnh, nhanh rụng. Đây là nguyên nhân chính dẫn đến rụng tóc, thưa tóc, hói đầu.

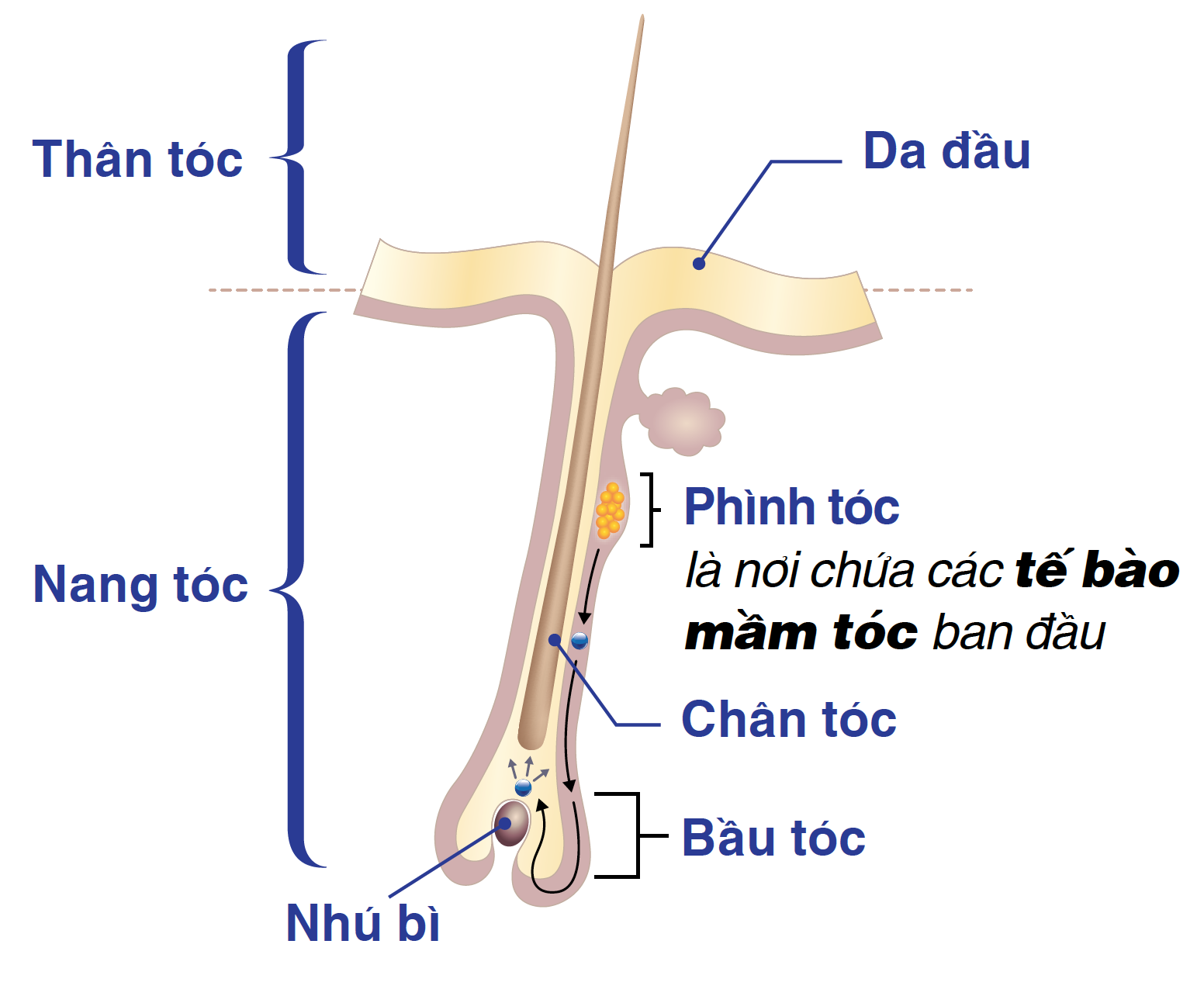
Cấu trúc của một sợi tóc và vị trí của tế bào mầm tóc

## Vị trí của tế bào mầm tóc
Tại nang tóc, các tế bào mầm tóc nằm trải dài từ phình tóc đến nhú bì. Trong đó, phình tóc là nơi cung cấp các tế bào mầm đầu tiên cho sợi tóc mới, nhú bì là nơi tế bào mầm tóc bắt đầu biệt hóa và tăng sinh thành sợi tóc hoàn chỉnh.

## Quá trình biệt hóa của tế bào mầm tóc

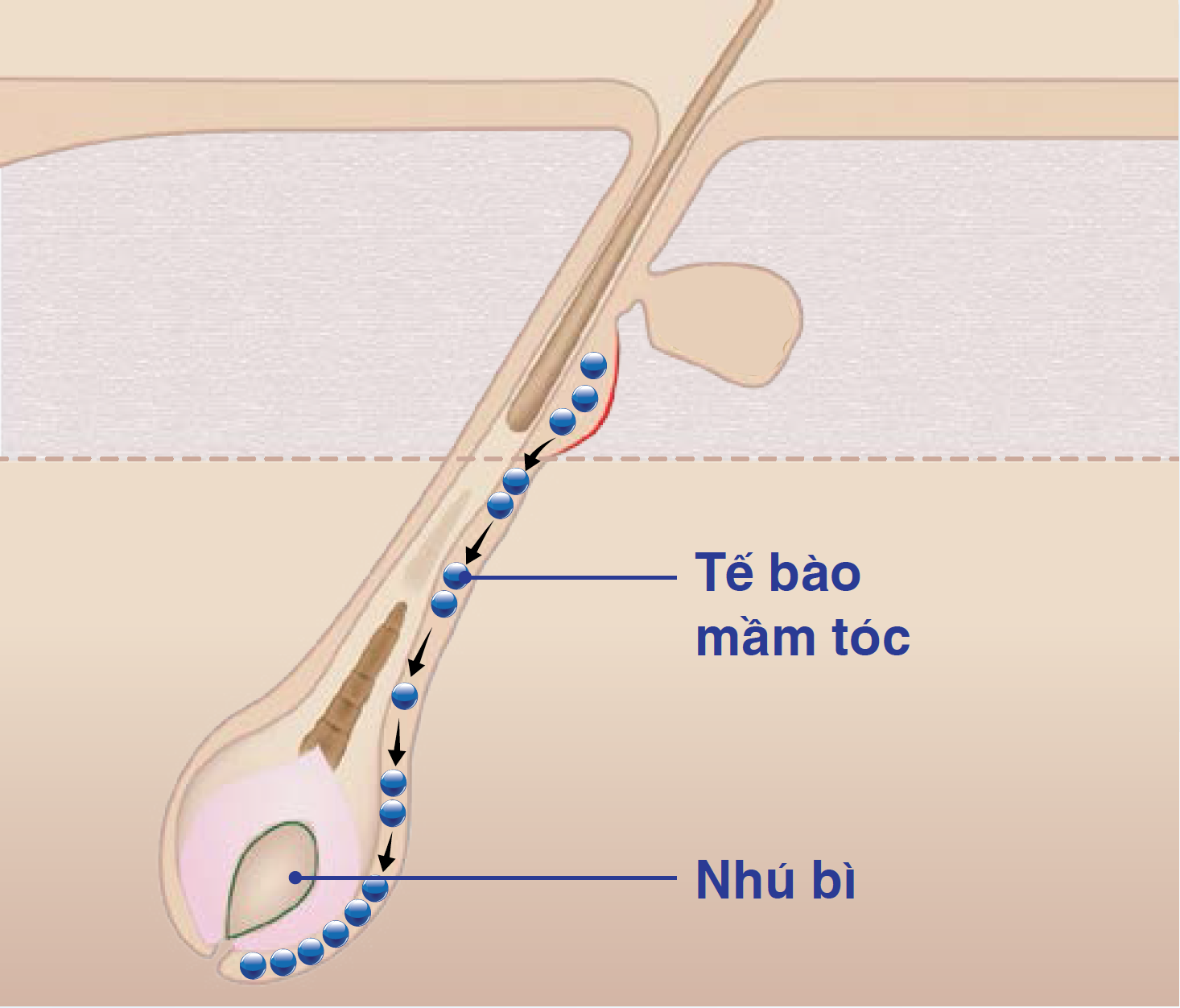
Tế bào mầm tóc di chuyển xuống nhú bì

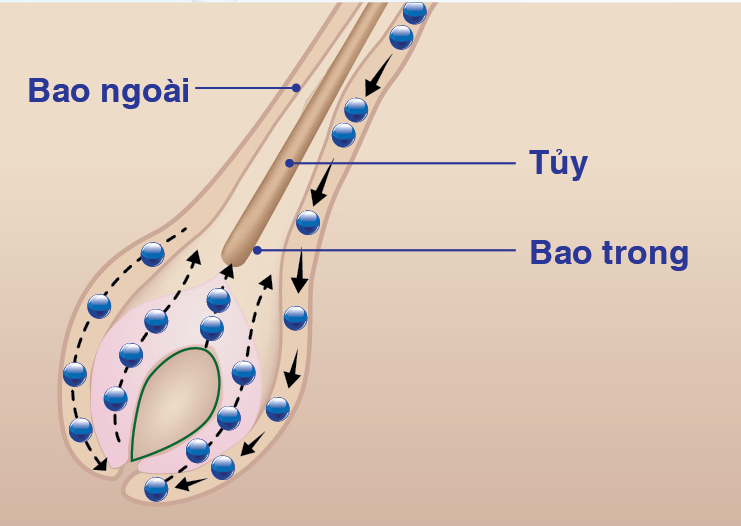
Tế bào mầm tóc biệt hóa thành các bộ phận của sợi tóc

Khi bắt đầu quá trình mọc tóc, thần kinh nội tiết của cơ thể sẽ truyền tín hiệu và huy động một lượng tế bào mầm tóc cần thiết di chuyển xuống nhú bì.
Tại nhú bì, dưới sự tác động tiếp tục của thần kinh nội tiết, dinh dưỡng và một số yếu tố khác, các tế bào mầm tóc sẽ biệt hóa thành một sợi tóc hoàn chỉnh bao gồm các bộ phận như: tủy, bao trong, bao ngoài và các cấu trúc khác của sợi tóc. Tùy vào bộ phận được biệt hóa mà tế bào mầm tóc sẽ lấy những chất dinh dưỡng phù hợp cho quá trình phát triển của tóc.
Số lượng và chất lượng của các tế bào mầm tóc đóng vai trò quan trọng trong việc khởi đầu một sợi tóc dày hay mỏng, khỏe hay yếu, ngắn hay dài, đẹp hay xấu…

## 3 giai đoạn trong vòng đời sợi tóc khỏe mạnh
Các tế bào mầm tóc tham gia vào vòng đời của sợi tóc với các giai đoạn:

### Giai đoạn mọc - Anagen
Các tế bào mầm tóc liên tục di chuyển xuống nhú bì, biệt hóa để tạo thành sợi tóc rồi mọc dần ra ngoài da đầu. Giai đoạn này kéo dài 2-6 năm (giai đoạn mọc tóc của nữ thường dài hơn nam). 85-95% số sợi tóc trên đầu thường ở giai đoạn này.

### Giai đoạn ngưng mọc - Catagen
Sợi tóc không mọc dài ra nữa, sau đó teo dần và tách khỏi nhú bì. Giai đoạn này kéo dài 3 tuần. Chỉ khoảng 1-2% số sợi tóc trên đầu ở giai đoạn ngưng mọc.

### Giai đoạn nghỉ (chờ rụng & rụng) - Telogen
Sợi tóc bị đẩy dần ra khỏi da đầu. Nhú bì đón các tế bào mầm tóc ban đầu để chuẩn bị cho quá trình mọc tóc mới. Giai đoạn này kéo dài 3 tháng. Có 5-10% số sợi tóc ở giai đoạn nghỉ.

## Các yếu tố làm tế bào mầm tóc suy yếu
Ngoài sự lão hóa tự nhiên của cơ thể, các tế bào mầm tóc rất dễ bị suy yếu nếu có chịu sự tác động của các yếu tố gây hại từ bên trong lẫn bên ngoài. Đặc biệt, các yếu tố gây hại đến tế bào mầm tóc có sự khác nhau giữa nam và nữ. Cụ thể:

### Ở nữ giới:
- Rối loạn thần kinh nội tiết nữ: Xảy ra khi đến chu kỳ kinh nguyệt, mang thai, cho con bú, sử dụng thuốc ngừa thai hay bước vào giai đoạn tiền mãn kinh, mãn kinh.
- Dinh dưỡng mất cân bằng trong chu kỳ kinh nguyệt, mang thai, cho con bú, giảm cân cấp tốc hoặc do ăn uống không đúng khoa học.
- Các vấn đề tâm lý như căng thẳng, lo âu, sợ hãi, trầm cảm…
- Lạm dụng hóa chất, nhiệt khi làm đẹp (uốn, duỗi, nhuộm, sấy, kéo tóc…) và dùng các loại dầu gội, dầu xả, kem dưỡng... không phù hợp.
- Bệnh và phương pháp điều trị bệnh: viêm nhiễm da đầu, bệnh tuyến giáp, buồng trứng đa nang, dùng thuốc trị bệnh, hóa trị, xạ trị…

### Ở nam giới:
- Rối loạn thần kinh nội tiết nam: khi có sự tăng hoặc giảm nồng độ nội tiết tố nam (Testosterone), thường gặp ở người rối loạn sinh lý.
- Căng thẳng, stress từ công việc và cuộc sống.
- Di truyền: trong gia đình có người thân bị rụng tóc, hói đầu thì con cái sinh ra có nguy cơ rụng tóc, hói đầu cao.
- Các bệnh da liễu như nấm, viêm nhiễm tại vùng da đầu, dùng thuốc trị bệnh, hóa trị, xạ trị…
- Ảnh hưởng từ lối sống: hút thuốc, rượu bia, thức khuya, dùng các chất kích thích…

Hiện nay, việc thúc đẩy tế bào mầm tóc phát triển và hoạt động khỏe mạnh là xu hướng mới trong điều trị rụng tóc, thưa tóc, hói đầu. Và vì nguyên nhân gây rụng tóc ở nam giới và nữ giới có sự khác nhau, do đó cần có giải pháp điều trị rụng tóc, tăng cường mọc tóc chuyên biệt riêng cho nam và riêng cho nữ.